# Платея
Платея (на гръцки: Πλαταιές, Платеес, катаревуса и старогръцки: Πλαταιαί, Платайай, до 1916 Κόκλα, Кокла) е древногръцки полис в областта Беотия, Средна Гърция.

## История
По време на Гръко-персийските войни Платея взема участие в битката при Маратон, изпращайки 1000 тежковъоръжени пехотинци в помощ на Атина (490 г. пр.н.е.). Край града през 479 г. пр.н.е. се състои решителната битка при Платея между гръцките войски, командвани от спартанеца Павзаний, и персийските нашественици, завършила с разгром на персите.
По време на Османската епоха на мястото на Платея има селище на име Кокла. В 1916 година то е прекръстено на античния град.